# Acanthoscelides lineaticeps
Acanthoscelides lineaticeps is een keversoort uit de familie bladkevers (Chrysomelidae). De wetenschappelijke naam van de soort werd in 1930 gepubliceerd door Maurice Pic.